# Music That You Can Dance To
Albums de Sparks
Pulling Rabbits Out of a Hat
(1984) Interior Design
(1988)
Singles
1. Change
Sortie : juillet 1985
2. Music That You Can Dance To
Sortie : novembre 1986
3. Fingertips
Sortie : 1986
4. Rosebud
Sortie : janvier 1987

Music That You Can Dance To est le quatorzième album du groupe américain de rock Sparks. Il est sorti en 1986 sur le label MCA Records.

## Histoire
Deux des singles tirés de l'album font leur apparition dans le classement spécialisé Hot Dance Club Songs établi par le magazine américain Billboard. La chanson-titre se classe 6e en septembre 1986, tandis qu'un remix de la reprise de Fingertips se hisse à la 38e place au mois de décembre.

## Fiche technique

### Chansons
Toutes les chansons sont écrites et composées par Ron Mael et Russell Mael, sauf mention contraire.
| 1. | Music That You Can Dance To |                            | 4:21 |
| 2. | Rosebud                     |                            | 4:37 |
| 3. | Fingertips                  | Henry Cosby, Clarence Paul | 4:20 |
| 4. | Change                      |                            | 5:17 |

| 5. | The Scene                   | 6:11 |
| 6. | Shopping Mall of Love       | 3:14 |
| 7. | Modesty Plays (New Version) | 3:59 |
| 8. | Let's Get Funky             | 6:05 |

Les versions parues ailleurs qu'aux États-Unis remplacent Change par Armies of the Night.

### Musiciens
- Russell Mael : chant
- Ron Mael : claviers
- Bob Haag : guitare, synthétiseur, chœurs
- Leslie Bohem (en) : basse, chœurs
- David Kendrick (en) : batterie
- John Thomas : claviers
- Robert Mache : guitare sur Fingertips

### Équipe de production
- Ron Mael, Russell Mael : producteurs
- Greg Penny (en) : producteur sur Modesty Plays